# Pacode
Pacode è una suddivisione dell'India, classificata come town panchayat, di 22.521 abitanti, situata nel distretto di Kanyakumari, nello stato federato del Tamil Nadu. In base al numero di abitanti la città rientra nella classe III (da 20.000 a 49.999 persone).

## Geografia fisica
La città è situata a 08° 19' 57 N e 77° 13' 52 E.

## Società

### Evoluzione demografica
Al censimento del 2001 la popolazione di Pacode assommava a 22.521 persone, delle quali 11.395 maschi e 11.126 femmine. I bambini di età inferiore o uguale ai sei anni assommavano a 2.521, dei quali 1.289 maschi e 1.232 femmine. Infine, coloro che erano in grado di saper almeno leggere e scrivere erano 17.004, dei quali 8.947 maschi e 8.057 femmine.